# Viktoria Schnaderbeck
Viktoria Schnaderbeck (ur. 4 stycznia 1991 w Grazu) – austriacka piłkarka występująca na pozycji pomocniczki w angielskim klubie Arsenal oraz w reprezentacji Austrii. Wychowanka TSV Kirchberg an der Raab, w trakcie swojej kariery grała także w takich zespołach, jak LUV Graz oraz Bayern Monachium.